# Arielulus cuprosus
Arielulus cuprosus é uma espécie de morcego da família Vespertilionidae. É endêmica da Malásia insular (Sabah na ilha do Bornéu).